# Maiken Fruergaard
Maiken Fruergaard Sørensen (Odense, 11 de mayo de 1995) es una deportista danesa que compite en bádminton, en la modalidad de dobles.
Ganó cinco medallas de bronce en el Campeonato Europeo de Bádminton entre los años 2016 y 2025. Participó en dos Juegos Olímpicos de Verano, en los años 2020 y 2024, ocupando el quinto lugar en París 2024, en la prueba de dobles.

## Palmarés internacional
| Campeonato Europeo | Campeonato Europeo         | Campeonato Europeo | Campeonato Europeo |
| Año                | Lugar                      | Medalla            | Prueba             |
| ------------------ | -------------------------- | ------------------ | ------------------ |
| 2016               | La Roche-sur-Yon (Francia) | Medalla de bronce  | Dobles             |
| 2018               | Huelva (España)            | Medalla de bronce  | Dobles             |
| 2021               | Kiev (Ucrania)             | Medalla de bronce  | Dobles             |
| 2022               | Madrid (España)            | Medalla de bronce  | Dobles             |
| 2025               | Horsens (Dinamarca)        | Medalla de plata   | Dobles             |